# Jõhvi (stacja kolejowa)
Jõhvi – stacja kolejowa w miejscowości Jõhvi, w prowincji Virumaa Wschodnia, w Estonii. Położona jest na linii Tallinn - Narwa.
Od stacji odchodzą bocznice do pobliskich kopalni łupków bitumicznych i zakładów je przerabiających.